# Les Bronzés (bande originale)
Pour les articles homonymes, voir Les Bronzés (homonymie).
Albums de Serge Gainsbourg
Goodbye Emmanuelle
(1977) Aux armes et cætera
(1979)
Les Bronzés de Serge Gainsbourg est la bande originale du film de Patrice Leconte, Les Bronzés.